# 納豆天使
納豆天使是日本的女子團體「AKB48」的一個派生組合。全国納豆協同組合連合会要求結成的組合，由隸屬於堀製作的成員構成。
關於變更了一部份成員的後續組合「納豆天使Z」也包括在內。

## 納豆天使
全国納豆協同組合連合会的要求為了掀起「納豆」，AKB48綜合製作人秋元康在2009年7月結成組合。全国納豆協同組合連合会2009年為「納豆之日」的紀念歌發表「納豆天使」。2009年8月5日在dwango.jp（DWANGO）開始配信。2009年8月22日、23日在日本武道館舉行的『AKB104選抜成員組閣祭』限定發售CD。

### 成員
- 納豆天使1号 宮崎美穗
- 納豆天使2号 板野友美
- 納豆天使3号 河西智美

### 唱片

#### 單曲
1. 納豆天使（2009年8月22日、堀製作）

## 納豆天使Z
納豆天使Z是「納豆天使」的後續組合。除了宮崎美穂之外的成員被替換而結成的4人組合。
2010年7月結成的組合，同年7月5日，在AKB48劇場的「納豆文」發表。同年7月7日開始配信。2010年7月10日、11日的代代木第一体育館舉行的『AKB48 演唱會「沒有驚喜」』、8月24日在赤坂BLITZ舉行的堀製作所屬偶像的活動發售限定CD。

### 成員
- 納豆天使Z1号 宮崎美穗
- 納豆天使Z2号 仁藤萌乃
- 納豆天使Z3号 佐藤堇
- 納豆天使Z4号 石田晴香

### 唱片

#### 單曲
1. 納豆文（2010年7月10日、堀製作 NATT-1004）

### 書籍

#### 寫真集
- 納豆天使Z 2011年日曆（2010年9月30日、ハゴロモ）

## 外部連結
- 納豆天使（AKB48）官方網站（日語）
- AKB48 in Horipro「納豆天使Z」（日語）
- 全国納豆協同組合連合会 納豆PR中心（日語）